# ヨアニナ
ヨアニナ（ギリシア語: Ιωάννινα / Ioannina）は、ギリシャ共和国イピロス地方の都市であり、その周辺地域を含む基礎自治体（ディモス）。イピロス地方の首府であり、ヨアニナ県の県都である。
パンヴォティサ湖の西側にある都市で、都市圏の人口は約10万人である。

## 名称
イオアニナとも表記される。また、ヤニナ（Γιάννινα / Janina）、ヤネナ（Γιάννενα / Janena）とも呼ばれる。
ギリシャ語以外の言語では以下のような名を持つ。
- アルーマニア語: Ianina
- アルバニア語: Janinë/Janina
- ブルガリア語: Янина

## 地理

### 位置・広がり
ヨアニナの町は、アテネから450km北西、テッサロニキから290km南西、イオニア海に面するイグメニツァ港から80km西の位置にある。

## 歴史

### 先史時代
初めてヨアニナ県に人類の存在が確認できるのは、38,000年前の旧石器時代であるとされている。その証拠に、カクトリツァの洞窟内でいくつかの石器が発見されている。

### 古代(510-879)
ヨアニナは6世紀に、東ローマ皇帝・ユスティニアヌス大帝によって建設された。ヨアニナの名称は「ヨハネの(町)」を意味し、その由来は一説によると、ヨアニナの町はヨハネが守護する地域にあったからという。527年には、新エヴロイアの町の建設についてを叙述した、歴史家プロコピオスが、ヨアニナに初めて触れている。

### 中世(879-1430)
しかし、ヨアニナという名称は、879年の公会議の議事録でヨアニナ主教ザカリアスが初めて言及している。サムイルの時代になると、ヨアニナはブルガリア帝国の統治下に入った。1020年には、バシレイオス2世の皇帝勅書の中で、ブルガリア・オフリド大主教管轄下の司教座としてヨアニナの名前が言及されている。1082年にヨアニナはタラント公ボエモン指揮下のノルマン人によって征服された（イオアニアの戦い）。ボエモンは、アレクシオス1世コムネノスの攻撃を防ぐため、ヨアニナの城壁を修復させた。13世紀に入り、エピロス専制侯国が建国されると、ヨアニナは首都であるアルタの次に重要な都市となった。建国者のミカエル1世コムネノス・ドゥーカスは、第4回十字軍やその後のイヴァン・アセン2世(ブルガリア)によるコンスタンティノープルの陥落によって発生したビザンツ人難民を、国内に入植させた。1318年には地元の貴族と東ローマ人難民は独立し、同年アンドロニコス2世パレオロゴス統治下の東ローマ帝国の属国となった。そのすぐ後、東ローマ帝国やブルガリア帝国よりもその頃広い領土を保持していたセルビア王国の属国となった。また、東ローマ帝国はヨアニナに行政、経済、宗教におけるさまざまな特権を与えた。こうした特権は、セルビア王国時代にも引き継がれ、15世紀以降ヨアニナの経済と文化は興隆した。ヨアニナは経済・文化の中心地となったために、東ローマ帝国時代には「知識の中心」と呼ばれた。1367年にセルビアのトマ・プレリュボヴィチがヨアニナの領主となり、エソー・ド・ボンデルモンティ(1385-1411)、カルロ1世トッコ(1411-1430)が続いた。

### 近世(1430-1789)
1430年にトッコが死亡すると、オスマン帝国はヨアニナの数々の特権を認める代わりにヨアニナを支配下に置いた。この出来事は「シナン・パシャの規定」として知られ、カラシナン・パシャがこの条約に署名したことによる。1611年のラリッサ主教ディオニシオス・オ・フィロソフォスによる農民反乱で、ヨアニナはかなり衰退した。この反乱によって、キリスト教徒住民に認められていた特権は全て無くなった。そして、キリスト教徒住民は城から離れた地域に移住させられ、代わってトルコ人やユダヤ人が城壁内に移住した。この逆風にもかかわらずヨアニナの町は元に戻った。ヨアニナの住民は商業や生産活動を続けたために、ヴェネツィアやリヴォルノといった、ヨーロッパの重要な中心地と貿易することができたのだった。それらの町には、ヨアニナの商人が商店や銀行を設立したりもした。また、同時にヨアニナと緊密な経済的・知識的関係を維持し、寄付を行い、教育を確立した。つまり、彼らはヨアニナに大きな恩恵を施したのであった。ヨアニナの経済の発展によって、町は文化的活動も盛んとなった。17・18世紀の間に、エピファニオス(Epiphanios)や、グマス(Goumas)、ヴァレネロス(Valenelos)、マルツェア(Maroutsea)、ゾシメア(Zosimea)といった多くの重要な学校が設立され、ビザンツ帝国の長い伝統を引き継いだ。17世紀には、ヨアニナはその人口と商業活動に関して繁栄した町だと、フランス人旅行者ジャック・スポンやオスマン帝国人エヴリヤ・チェレビはそれぞれ伝えている。エヴリア・チェルビはヨアニナを訪れた1670年に、町には1,900の商店・工場および、4,000の家があった。

### アリー・パシャの時代(1789-1821)
1789年にヨアニナは、アリー・パシャの統治する北西ギリシア、つまりテッサリア、エヴィア島の一部および、ペロポネソス半島といった領地の中心となった。アルバニア人領主のアリー・パシャは、18世紀に最も勢力のある人物の一人であった。テペレナ(Tepelenë)に生まれた彼は、ヨーロッパの重要国の君主と外交関係を維持し、宮廷はギリシア独立戦争で有名になる、ゲオルギオス・カライスカキスやオデュッセアス・アンドルツォス、マルコス・ポツァリアスなどの人物の注目の的となった。アリー・パシャの統治時代は、ヨアニナにとって最高に経済・知識が発展していた時代であった。この時代のヨアニナを表した対句として、"The city was first in arms, money and letters.(ヨアニナの町は昔は軍隊の中に、今は金と書物の中にある。)"と言われた。ギリシア独立戦争が始まった1821年に、アリー・パシャがオスマン帝国に対して反逆を宣言すると、ヨアニナはオスマン軍に包囲された。2年後に、アリー・パシャはスルタンに許しを乞うために待っていた湖上の島の教会で暗殺された。

### 近現代(1821-1943)
1869年にヨアニナの大部分が火事で焼失した。しかしながら、地方行政官のアフメド・ラシム・パシャの個人的興味のおかげで、市場は、ドイツ人建築家ホルツによる計画に沿ってすぐに再建された。ヨハニナ出身の外国に住む人々は、町の教会や学校や他の豪華な建物の建設に融資することに積極的であったのである。バルカン戦争が終結した1913年2月21日に、ヨアニナはギリシャに編入された。希土戦争(1922年)の後に、町のトルコ人は去り、小アジアからギリシャ人難民が移住した。1943年には、ナチス・ドイツがヨハニナのユダヤ人共同体を追放し、その成員の大部分を殺害した。

## 観光

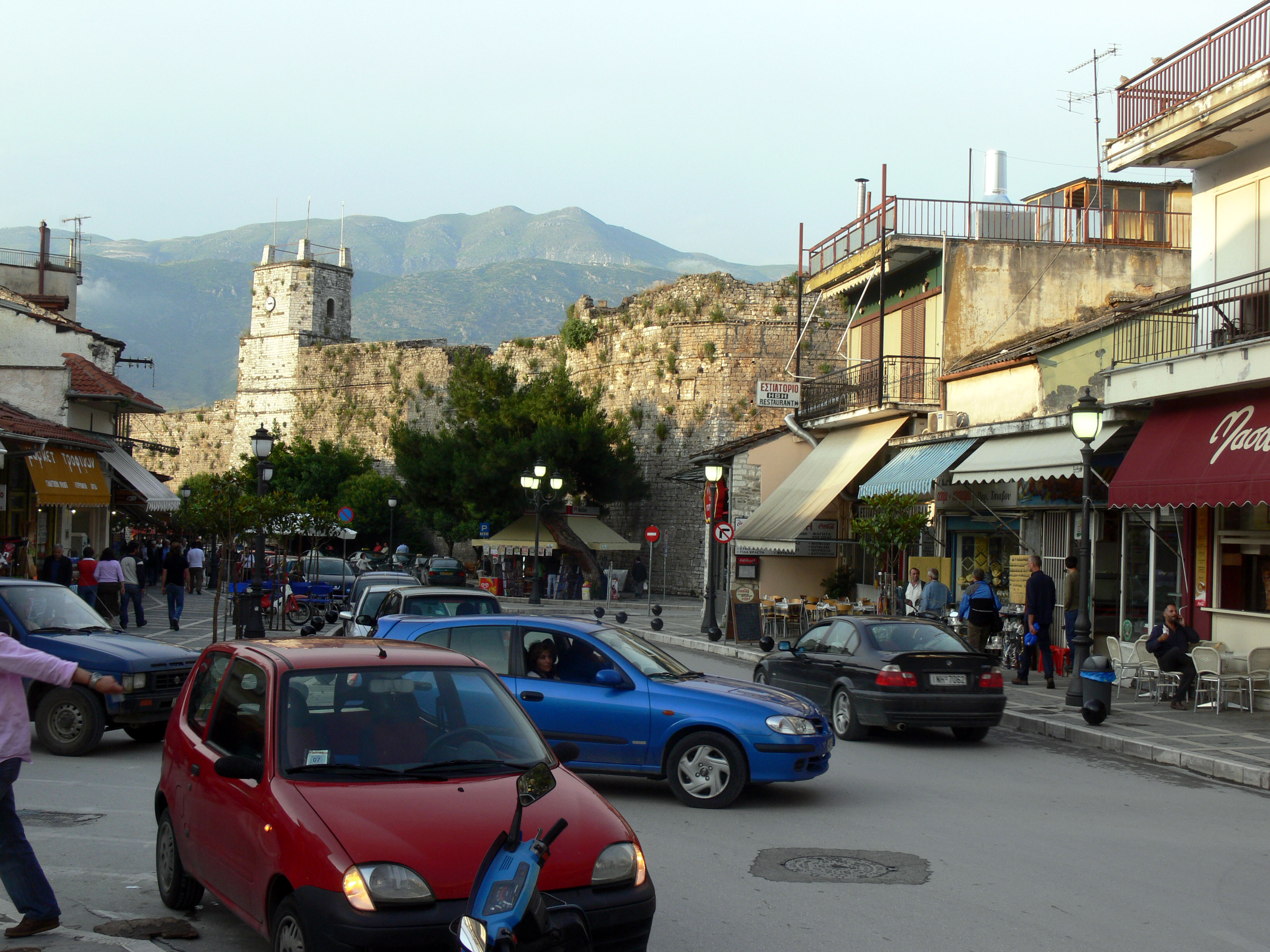
古城

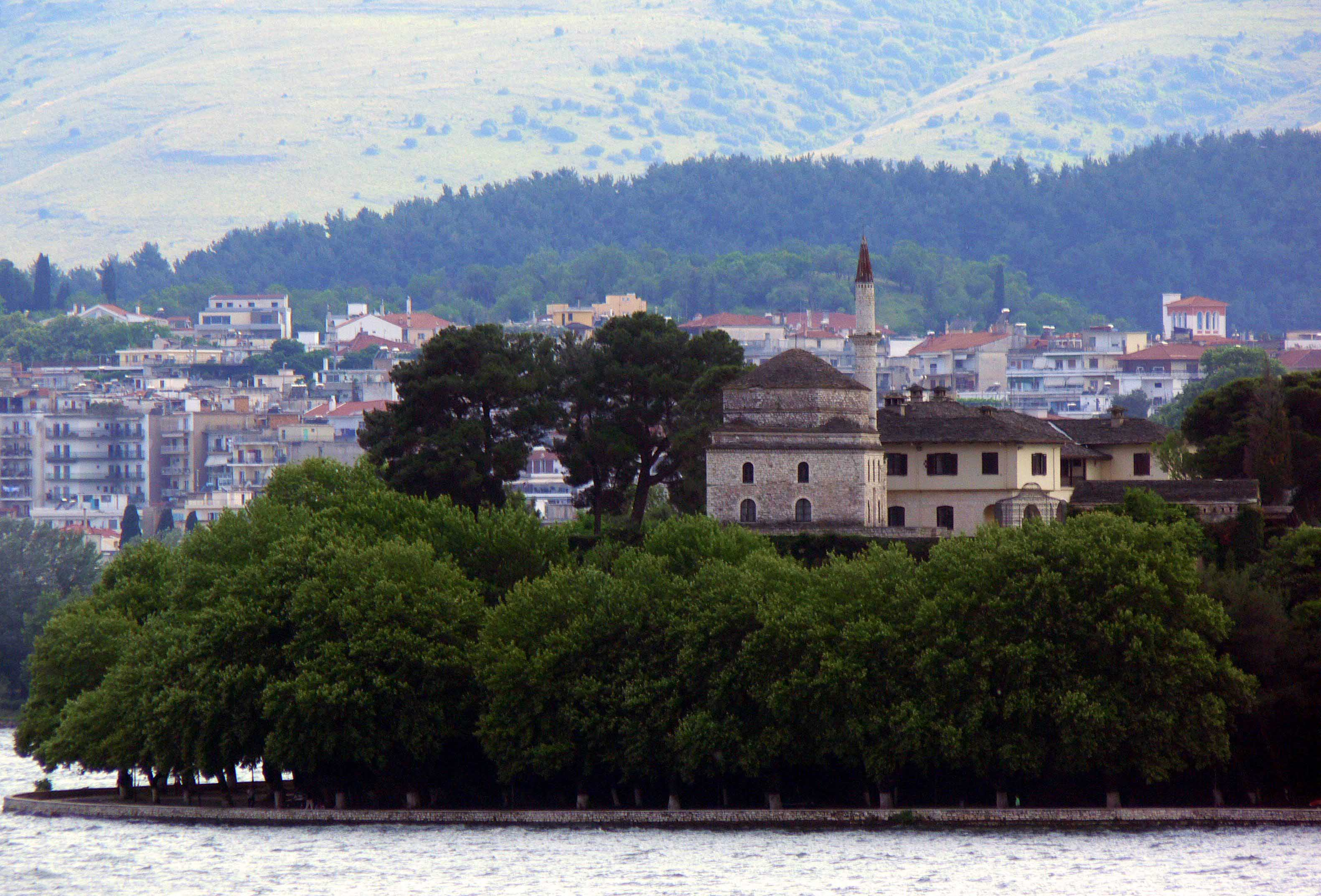
アスラン・パシャ・モスク

ヨアニナで最も人気があるのは、パンボティス湖に浮かぶ小島である。岸から島へは、小さなモーターボートで片道15分である。(春と夏は30分毎に1本以上であり、秋と冬はそれ以下、と季節によってスケジュールは異なる。) 島には、アリー・パシャが殺害された場所である、モニ・パンテレイモノス修道院がある。そこは、博物館に変えられていて、資料や絵画が展示されているだけでなく、アリー・パシャの居間などが再現されている。他にも、島には土産物屋や酒場、教会やパン屋など見るべき場所はたくさんある。ヨアニナの住民でさえ、島に手漕ぎボートつきの家を持つ者もいるのである。植物をみると、ヨアニナにはがっしりしたいい匂いのする松の木が生息しており、多くは町の中で、特に古城や要塞の付近に見られる。迷路のような城の道は、行き止まりや環状になっているものが多く、言い伝えによると、海賊を混乱させるために設計されたようである。
- 古城エリアはヨアニナの町の中心にあり、東ローマ帝国、エピロス専制侯国などの最重要地であった。城内には、アスラン・パシャのモスクがあり、その中の市歴史博物館には工芸品だけでなく、オスマン帝国統治下時代の武器や刀などが展示されている。
- ヨアニナは全ギリシャの中で銀細工が有名であり、宝石や、配膳盆や盾・刀の模型といった美術品を売る店が多数ある。華麗なこれらの形式は、ギリシャ的というよりもトルコ的であり、長いトルコ人の支配を象徴している。
- ヨアニナはギリシャで数少ない、水タバコが購入できる場所の一つでもある。地元のギリシャ人が水タバコを吸うことはほぼ無いので、観光客向けなのである。大きさも様々で、観光客は装飾品としてこれを買うことが多い。水タバコを吸うために購入するのであれば、さまざまな香りのタバコもここでは売られている。
- ヨアニナの近隣のザゴリ県にはパピンゴ、スカムネリ、ツェペロヴォといった多くの古い集落があり、劇や伝統料理が有名である。
- ヨアニナの10km南にはパウル・ヴレリス・ギリシャ歴史博物館があり、イギリス・ロンドンにあるマダム・タッソー館のように、蝋人形が展示されている。
- パンヴォティス湖に浮かぶ島は、ニサキ（Νησάκι/Nisaki）（ギリシャ語で「小さな島」という意味）と呼ばれる。

## 社会

### 経済・産業
ヨアニナはフェタチーズの生産で有名である。またザゴリの湧水も有名であり、ギリシャ全土で販売されている。また、ヨアニナは銀細工でも知られる。

### 教育
ヨアニナには、総合病院と大学病院の両方があり、ヨアニナ大学の本部がある。ヨアニナ大学は、町の5km南にあり、17学部、学生数は20,000人である。また、イピロス技術教育大学(本部はアルタ)の学部もいくつかヨアニナに置かれている。

## スポーツ
- PASヤニナFC（サッカークラブ）

## 交通
- ヨアニナ空港
- エグナティア高速道路(欧州自動車道路・E90の一部)
- 水上飛行機（コルフ-パンヴォティス湖 間）
- 長距離バス(アテネまで7時間、テッサロニキまで4時間半)

## 人物

### 著名な出身者
- マリア・アンゲリナ・ドゥーカイナ・パレオロギナ - 14世紀のエピロス専制侯国君主
- アブデュルハリク・レンダ - 20世紀のオスマン帝国の官僚、トルコ共和国の政治家・国会議長
- カロロス・パプーリアス - ギリシャ共和国大統領

## 豆知識
- ヨアニナには多くの正教会の教会と、3つのモスク(閉鎖中)、1つのシナゴーグがある。
- 第二次世界大戦前までは、ヨアニナにユダヤ人のコミュニティがあったが、その大多数の1860人がナチス・ドイツの占領の最後の月に強制収容所送りとなり、今では50人ほどしかいない。
- アリ・パシャとヨアニナの町は、アレクサンドル・デュマの小説『モンテ・クリスト伯』に登場する。
- オスマン帝国の最初の銀行はヨアニナに建設された。この事実から、19世紀におけるヨアニナの経済力がうかがえる。
- ヨアニナ旧市街の城壁は初めノルマン人、次に東ローマ帝国、最後にオスマン帝国によって建設された。内側の城壁は「イツ・カレ(Its Kale)」と呼ばれるが、これはトルコ語由来で「イツ(İç)」は「内側の」、「カレ(Kale)」は「城」という意味で、「城の内側の(城壁)」という意味である。
- ヨアニナの市章は、古代ドドニの劇場の近くに描かれた、王冠をかぶった東ローマ皇帝・ユスティニアヌスの肖像から成っている。